# Quiringuicharo (Michoacán)
Quiringuicharo es una localidad del estado mexicano de Michoacán. Es parte del municipio de Ecuandureo.

## Toponimia
El nombre «Quiringuicharo» proviene del purépecha. Su significado es «En donde tocan el tambor de palo».

## Demografía
| Gráfica de evolución demográfica |
|                                  |

| Censo | Población |
| ----- | --------- |
| 1900  | 1156      |
| 1910  | 916       |
| 1921  | 784       |
| 1930  | 815       |
| 1940  | 1286      |
| 1950  | 1185      |
| 1960  | 1382      |
| 1970  | 1749      |
| 1980  | 2002      |
| 1990  | 2642      |
| 2000  | 2514      |
| 2010  | 2089      |
| 2020  | 2034      |